# Igor Jerman
Igor Jerman (Lubiana, 12 luglio 1975) è un pilota motociclistico sloveno ritiratosi dall'attività agonistica.

## Carriera
Fratello maggiore di Marko Jerman (anche lui pilota professionista), è stato il primo pilota sloveno a competere nel campionato mondiale Superbike nel 1996. Nella stagione d'esordio prende parte a tutte le gare in calendario e, in sella ad una Kawasaki ottiene tre punti. Nel 1997 migliora nettamente le sue prestazioni e si classifica quindicesimo nel mondiale con cinquanta punti. Il 1998 vede Jerman al via della sua terza stagione nel mondiale delle derivate, col team Bertocchi conferma la posizione dell'annata precedente. Nel 1999, sempre con Bertocchi, disputa la sua miglior stagione in Superbike: conclude quattordicesimo superando i cinquanta punti. Nel 2000 inizia la stagione nel campionato mondiale Supersport in sella ad una Ducati 748 RS del team TDC Desenzano per poi tornare con Bertocchi in Superbike: ottiene punti in entrambe le categorie. Nel suo palmarès figurano due vittorie alle 24 ore di Le Mans motociclistiche nel 1998 in sella ad una Kawasaki e, nel 2009 in sella ad una Yamaha, sempre nel 2009 vince il campionato mondiale endurance. Prosegue nelle gare di durata anche nel 2010 senza riuscire nell'intento di difendere il titolo.

## Risultati in gara

### Campionato mondiale Superbike
| 1996 | Moto     |    |     |    |    |    |     |    |    |    |    |     |    |    |    |    |     |    |    |    |    |    |    |    |    |  |  | Punti | Pos. |
| ---- | -------- | -- | --- | -- | -- | -- | --- | -- | -- | -- | -- | --- | -- | -- | -- | -- | --- | -- | -- | -- | -- | -- | -- | -- | -- |  |  | ----- | ---- |
| 1996 | Kawasaki | 25 | Rit | 22 | 19 | 19 | Rit | 14 | 16 | 19 | 18 | Rit | 17 | 19 | 15 | 16 | Rit | 24 | 24 | 19 | 16 | 19 | 19 | 16 | 18 |  |  | 3     | 48º  |

| 1997 | Moto     |    |     |    |     |    |    |    |    |    |    |    |    |     |    |    |    |    |    |    |    |    |    |    |   |  |  | Punti | Pos. |
| ---- | -------- | -- | --- | -- | --- | -- | -- | -- | -- | -- | -- | -- | -- | --- | -- | -- | -- | -- | -- | -- | -- | -- | -- | -- | - |  |  | ----- | ---- |
| 1997 | Kawasaki | 10 | Rit | 11 | Rit | 20 | 18 | 15 | 15 | 15 | 14 | 15 | 13 | Rit | 15 | 17 | 12 | 15 | 13 | 12 | 20 | 28 | 12 | 10 | 9 |  |  | 50    | 15º  |

| 1998 | Moto     |    |     |    |    |    |    |     |    |    |    |    |    |    |    |    |    |    |    |    |    |    |    |    |    |  |  | Punti | Pos. |
| ---- | -------- | -- | --- | -- | -- | -- | -- | --- | -- | -- | -- | -- | -- | -- | -- | -- | -- | -- | -- | -- | -- | -- | -- | -- | -- |  |  | ----- | ---- |
| 1998 | Kawasaki | 15 | Rit | 21 | 19 | 13 | 12 | Rit | 12 | 14 | 15 | 15 | 10 | 13 | 11 | 19 | 11 | NP | NP | 15 | 15 | 12 | 10 | 20 | 18 |  |  | 47    | 15º  |

| 1999 | Moto     |    |    |    |     |    |     |    |    |    |     |     |    |    |    |    |    |    |    |     |    |    |    |   |    |  |  | Punti | Pos. |
| ---- | -------- | -- | -- | -- | --- | -- | --- | -- | -- | -- | --- | --- | -- | -- | -- | -- | -- | -- | -- | --- | -- | -- | -- | - | -- |  |  | ----- | ---- |
| 1999 | Kawasaki | 16 | 15 | 12 | Rit | 14 | Rit | 11 | 12 | 12 | Rit | Rit | 12 | 15 | 12 | 13 | 16 | 13 | 16 | Rit | 12 | 11 | 11 | 9 | NP |  |  | 56    | 14º  |

| 2000 | Moto     |  |  |  |  |  |  |  |  |  |  |  |  |  |  |  |  |    |    |    |     |    |     |     |     |     |     | Punti | Pos. |
| ---- | -------- |  |  |  |  |  |  |  |  |  |  |  |  |  |  |  |  | -- | -- | -- | --- | -- | --- | --- | --- | --- | --- | ----- | ---- |
| 2000 | Kawasaki |  |  |  |  |  |  |  |  |  |  |  |  |  |  |  |  | 15 | 16 | 23 | Rit | 13 | Rit | Rit | Rit | Rit | Rit | 4     | 42º  |

| Legenda | 1º posto        | 2º posto            | 3º posto           | A punti      | Senza punti        | Grassetto – Pole position Corsivo – Giro più veloce |
| Legenda | Gara non valida | Non qual./Non part. | Ritirato/Non class | Squalificato | '-' Dato non disp. | Grassetto – Pole position Corsivo – Giro più veloce |

### Campionato mondiale Supersport
| 2000 | Moto   |    |    |    |    |  |     |  |  |  |  |  | Punti | Pos. |
| ---- | ------ | -- | -- | -- | -- |  | --- |  |  |  |  |  | ----- | ---- |
| 2000 | Ducati | 20 | 21 | 20 | 15 |  | Rit |  |  |  |  |  | 1     | 44º  |

| Legenda | 1º posto        | 2º posto            | 3º posto           | A punti      | Senza punti        | Grassetto – Pole position Corsivo – Giro più veloce |
| Legenda | Gara non valida | Non qual./Non part. | Ritirato/Non class | Squalificato | '-' Dato non disp. | Grassetto – Pole position Corsivo – Giro più veloce |